# Чорисо
Чорисо, наричано също и чоризо (на испански: chorizo; на галисийски: chourizo; на португалски: chouriço; на каталонски: xoriço) е пикантен колбас (наденица) от свинско месо, произхождащ от Испания и Португалия. Чорисо е изключително популярен и в Мексико, Аржентина и други страни от Латинска Америка.
Основна подправка за приготвянето на чорисо е червеният пипер, който придава на колбаса специфичен вкус и червеникав цвят. В латиноамериканските страни вместо червен пипер често използват чушки чили. Месото обикновено се нарязва на по-едри парчета, но в някои райони се смила на ситно.
Най-често чорисо се предлага за продажба сушен или пушен. Използва се за приготвяне на сандвичи, като добавка към различни ястия, а може и да се пече на скара или барбекю и да се сервира самостоятелно.